# Jean-Baptiste Giraud (sculpteur)
Pour les articles homonymes, voir Jean-Baptiste Giraud et Giraud.

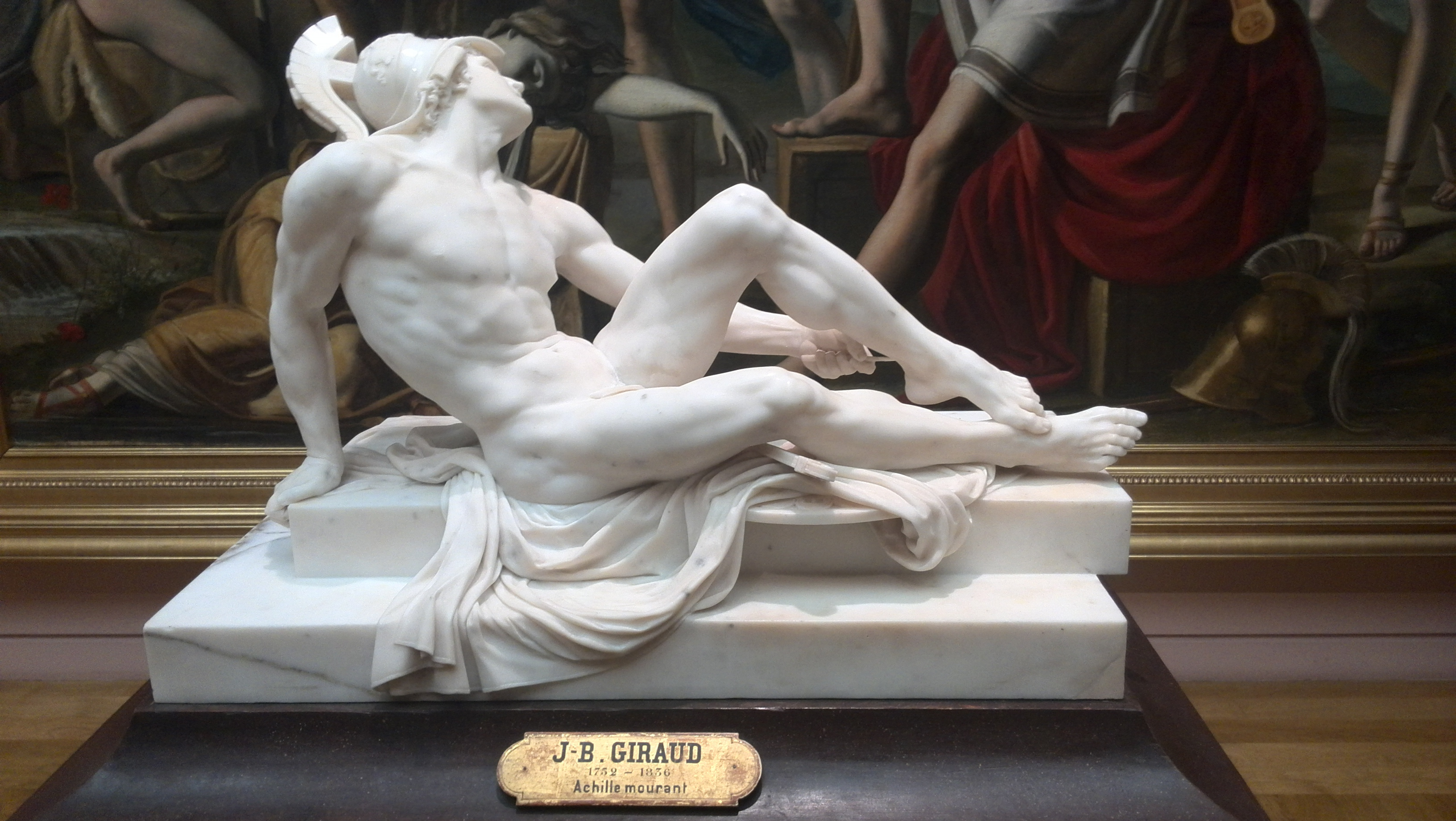
Achille mourant, par Jean-Baptiste Giraud, 1789. Exposé au Musée Granet d'Aix-en-Provence.

Jean-Baptiste Giraud, né à Aix-en-Provence (paroisse du Saint-Esprit) en 1752 et mort aux Bouleaux en Seine-et-Marne (commune de Fontenailles), le 14 février 1830, est un sculpteur français.

## Biographie
Il reçoit une importante fortune de son oncle, commerçant à Paris et passe ainsi huit années en Italie à étudier l'Antique et à faire mouler les plus précieux monuments de la sculpture représentative de cette période. Il y dépense plus de 200 000 F.
Il n'expose qu'au Salon de 1789 et achète un hôtel 3, place Vendôme à Paris, où il installe un musée de moulages dont l'entrée était gratuite pour les artistes. Il ne produit pas beaucoup mais ses productions sont qualifiées de remarquables :
- Mercure
- Hercule
- Achille mourant
- Baigneur endormi
- Faune
- Soldat laboureur[2].

Il a aussi participé à l'ouvrage Recherches sur l'art statuaire chez les Grecs.
Son morceau de réception à l'Académie royale de Peinture et de Sculptures, Achille blessé est conservé au Musée Granet à Aix-en-Provence.
Il est le frère du sculpteur Grégoire Giraud et le grand-oncle du peintre Frédéric Montenard.

## Œuvre graphique
- Bataille antique, dessin, lavis de sanguine, 0,292 x  0,471 m, Paris, musée du Louvre, département des Arts graphiques, INV. INV 26778, ancienne collection du comte de Saint-Morys (1772-1817).

## Publications
- Appendice à l'ouvrage intitulé : Recherches sur l'art statuaire des Grecs ; ou Lettre de M. Giraud à M. Émeric-David, Paris, chez l'auteur, 1805.
- Appendice à l'ouvrage intitulé : Recherches sur l'art statuaire des Grecs , ou Seconde lettre de M. Giraud à M. Émeric-David, Paris, chez l'auteur, 1806.